# Pleuronichthys coenosus
Pleuronichthys coenosus är en fiskart som beskrevs av Girard, 1854. Pleuronichthys coenosus ingår i släktet Pleuronichthys och familjen flundrefiskar. Inga underarter finns listade i Catalogue of Life.